# Kanute
Ein Kanute (auch Kanufahrer oder Paddler) ist der Benutzer eines Kanus. Der Begriff Kanute wird häufig für die Mitglieder des Deutschen Kanu-Verbandes oder für andere Sportler, die Kanusport betreiben, verwendet.

## Begriff
Im Gegensatz zu anderen Sprachen wird im Deutschen nicht unterschieden zwischen den Benutzern eines Kajaks und eines Kanadiers. Im englischen Sprachraum benutzt man beispielsweise das Wort kayaker und in der französischen Sprache das Wort kayakiste für den Paddler eines Kajaks. Insbesondere bei Wettbewerben wird auch häufig der Begriff des Kanusportlers verwendet.

## Ausbildung
In Deutschland benötigt man zum Führen eines Kanus keinen Sportbootführerschein. Da keine Lizenz zum Kanufahren erforderlich ist, kann sich jeder Interessierte die Kenntnisse entweder autodidaktisch oder durch Ausbildungsprogramme, die von vielen lokalen oder nationalen Vereinen oder von kommerziellen Schulen angeboten werden, aneignen. Kanuverbände einiger Länder bieten Zertifizierungen an, beispielsweise die British Canoe Union eine bis zu „five star“-Zertifizierung je nach Kanusportart. In sieben Ländern Europas gibt es standardisierte Zertifizierungen in Form des freiwilligen, fünfstufigen Europäischen Paddel-Passes.

## Wettkämpfe
Im Kanu-Wettkampfsport benötigt man einen für die jeweilige Disziplin gültigen Wettkampfausweis. Nur mit diesem ist die Meldung und der Start an Wettkämpfen möglich. In ihm versichert der Eigentümer durch seine Unterschrift, dass er die Wettkampfregeln (und insbesondere auch die Anti-Doping-Bestimmungen) anerkennt.